# Trasformazione galileiana
In fisica la trasformazione galileiana è un insieme di leggi che descrivono il legame tra le coordinate di un oggetto rispetto a due sistemi di riferimento in moto rettilineo uniforme l'uno rispetto all'altro, nell'ipotesi che le velocità in gioco siano molto inferiori alla velocità della luce.

## Relazioni tra le grandezze nei sistemi di riferimento

### Posizione relativa
La relazione vettoriale fra le due misure sarà:
{\displaystyle P_{1}=P_{2}+P_{1-2}}
E quindi entrambi, utilizzando le proprie misure, sono in grado di calcolare che cosa ha misurato l'altro. Al limite, basta che uno dei due effettui le misure e le trasmetta all'altro per i suoi calcoli. Se gli osservatori determinano la posizione di {\displaystyle P} in tempi successivi allora sono in grado di determinare il vettore posizione di {\displaystyle P} in funzione del tempo, e quindi:
{\displaystyle P_{1}(t)=P_{2}(t)+P_{1-2}(t)}

### Velocità
Gli osservatori possono pure calcolare la velocità e l'accelerazione di {\displaystyle P} mentre si sposta lungo la sua traiettoria. L'osservatore {\displaystyle O_{1}} vede l'altro osservatore muoversi con velocità {\displaystyle v}, mentre {\displaystyle O_{2}} vede {\displaystyle O_{1}} muoversi con velocità {\displaystyle -v}. Entrambi determinano la posizione del punto {\displaystyle P} in tempi successivi {\displaystyle t'} e {\displaystyle t''}.
Gli spostamenti misurati dai due osservatori nel medesimo intervallo di tempo sono diversi, quindi anche le velocità di {\displaystyle P} risultano diverse tuttavia i due osservatori possono convertire nel proprio sistema di riferimento le velocità misurate dall'altro osservatore, a patto di conoscere la velocità con la quale questo si muove.
In pratica si verifica la relazione:
{\displaystyle v_{1}(t)=v_{2}(t)+v_{1-2}(t)}
Tutto questo funziona soltanto se è possibile effettuare misure contemporanee.

### Accelerazione
Se i due osservatori sono in moto rettilineo uniforme l'uno rispetto all'altro si avrà:
{\displaystyle a_{1}(t)=a_{2}(t)}
se, invece, si trovano in moto accelerato l'uno rispetto all'altro, le accelerazioni viste dai due sono allora diverse il che richiede una formula di conversione.
{\displaystyle a_{1}(t)=a_{2}(t)+a_{1-2}(t)}

## Trasformazioni

### Esempio di moto unidirezionale
Consideriamo due osservatori nello spazio tridimensionale in moto relativo rettilineo uniforme uno rispetto all'altro, disposti sul piano in maniera del tutto arbitraria. Pertanto, conviene allineare gli osservatori facendo coincidere i piani definiti dai loro assi {\displaystyle x} e {\displaystyle y} ed allineando gli assi {\displaystyle x} nella direzione del moto. Questo è possibile perché lo spazio euclideo è omogeneo e isotropo quindi consente traslazioni lungo i tre assi e rotazioni sui tre piani coordinati.
Si vede immediatamente che le trasformazioni per passare da un osservatore all'altro, rispettivamente per il primo e il secondo, sono:
{\displaystyle {\underset {\displaystyle {\text{primo osservatore}}}{\left\{{\begin{aligned}&x=x'+v_{0}t\\&y=y'\\&z=z'\\&t=t'\end{aligned}}\right.}}\iff {\underset {\displaystyle {\text{secondo osservatore}}}{\left\{{\begin{aligned}&x'=x-v_{0}t\\&y'=y\\&z'=z\\&t'=t\end{aligned}}\right.}}}
dette trasformazioni galileiane. In pratica su una dimensione si aggiunge il moto uniforme.
Si possono scrivere anche come prodotto di una matrice per un vettore in quanto sistemi di equazioni lineari:
{\displaystyle {\begin{bmatrix}x'\\y'\\z'\\t'\end{bmatrix}}={\begin{bmatrix}1&0&0&-v_{0}\\0&1&0&0\\0&0&1&0\\0&0&0&1\end{bmatrix}}{\begin{bmatrix}x\\y\\z\\t\end{bmatrix}}}
Ciò conferma che le trasformazioni galileiane sono delle simmetrie di traslazione nello spazio.

### Trasformazioni per un moto generico
Nello spazio euclideo, nel caso di moto generico nelle tre dimensioni spaziali, descritto usando il sistema di riferimento cartesiano, le trasformazioni di Galileo sono:
{\displaystyle \left\{{\begin{aligned}&x'=x-v_{x}t\\&y'=y-v_{y}t\\&z'=z-v_{z}t\\&t'=t\end{aligned}}\right.}
dove {\displaystyle \mathbf {v} =\{v_{x},v_{y},v_{z}\}} è la velocità a cui trasla un sistema di riferimento rispetto all'altro.
Riscrivendo il sistema lineare in forma matriciale si ha:
{\displaystyle {\begin{bmatrix}x'\\y'\\z'\\t'\end{bmatrix}}={\begin{bmatrix}1&0&0&-v_{x}\\0&1&0&-v_{y}\\0&0&1&-v_{z}\\0&0&0&1\end{bmatrix}}{\begin{bmatrix}x\\y\\z\\t\end{bmatrix}}}